# Агунг
Агунг (Гунунг Агунг, Агоенг, Гунунгапи, Каранг Асам) е активен, симетричен стратовулкан, най-високата точка на остров Бали, Индонезия. Разположен е на „Огнения пръстен“ – дъга от вулканични и разломни линии, която опасва басейна на Тихия океан. Магмите, които изригват по Огнения пръстен, са богати на разтворени газове, главно водна пара, въглероден и серен диоксид. По време на спорадичните си изригвания Агунг става един от най-известните вулкани, замърсяващи атмосферата с вулканична пепел и серен диоксид.
Това е най-свещената планина на Бали, която се извисява в източния край на острова. Името ѝ означава велик, върховен, първостепенен.

## Описание
Вулканът се помества на края на калдерата на съседния вулкан Батур и се издига до югоизточния ѝ ръб, а северните и южните скатове достигат до брега. Билото е разтегнато на 1,5 км в посока изток – запад, а най-високата точка се намира в западния му край. В източния е разположен кратер със стръмни стени, диаметър 800 м и дълбочина около 200 м. Много от източниците сочат височината на върха на 3142 м. Анализът на данните от IFSAR (Интерферометричен радар със синтезирана апретура) обаче, както и замерванията на алпинисти на место, показват височина от 3031 м.

## Активност
В историческо време са записани няколко изригвания в началото на 19 век. Ерупцията през 1963 – 1964 г. се смята за една от най-големите в света през 20 век. Предизвиква огромни облаци от вулканична пепел, опустошителни пирокластични потоци и лахари. Причинени са огромни материални щети и са предизвикани много смъртни случаи.
- 1808 г. – Изригване с вулканичен експлозивен индекс (ВЕИ) = 2.[1]
- 1821 г. – Предполагаемо изригване на 16 март с ВЕИ = 2.[1]
- 1843 г. – Мощно изригване с ВЕИ = 5.[1]
- 1963 г. – Изригване с ВЕИ = 5, като активността продължава от 18 февруари 1963 до 27 януари 1964 г.[1]
- 1989 г. – През юли се наблюдава засилена фумаролна и солфатарна активност в областта на кратера, от който излиза тънка бяла струя от газове. На 9 юни е почувствано земетресение, а през ноември са регистрирани 59 тектонични и 2 слаби вулканични инцидента.[1]
- 2003 г. – Наблюдават се топлинни аномалии в различна степен.[1]
- 2017 г. – През септември започва серия от земетресения, причинени от движението на магмата под повърхността. Наблюдава се засилена фумаролна и термална активност.[1]

## Изригване през 1963 – 1964 г.
Изригването на Агунг през 1963 г. е предшествано от серия земетресения и е едно от най-големите за 20 век. На 19 февруари вулканът изригва, като през първите 26 дни изхвърля твърди вулканични блокове с андезитна повърхност, базалтово-андезитна тефра и андезитна лава с общ обем около 0,1 км2. Лавовите потоци протичат по северния склон на разстояние от 7,5 км. Вулканичната пепел се издига на 20 км височина и достига индонезийската столица Джакарта, разположена на около 1000 км от вулкана. Ерупцията продължава в няколко фази с поредица от експлозивни и ефузивни изригвания.
Главното експлозивно изригване е пулсиращо, с плинианска характеристика. Става на 17 март с висока интензивност, приблизително равна на 4 х 107 кг/сек и кулминационен период от около 3,5 часа. Тази фаза създава колона от пепел, която достига височина между 19 и 26 километра. Депозира 0,2 км3 вулканичен материал – лава, вулканични бомби, лапили, тефра и пепел. Ясно се различават два типа магма, дължащи се на смесване в тръбопровода или магмената камера близо до повърхността  Част от фланговете на вулкана са разрушени, обилните валежи предизвикват мощни лахари и са опустошени обширни площи на север и юг от кратера.
На 16 май започва втора взривна фаза с 4-часова продължителност и интензивност 2,3 х 107 кг/сек. Началото се характеризира с кратки експлозии в основния кратер и произвеждане на пирокластити. Те са последвани от изливане на лава, която прелива през най-ниския северен ръб на кратера. Следва поредица от взривове в северозападния сектор на вулкана.
Изхвърля се пепелен облак с височина 20 км, потичат пирокластични потоци и се натрупват нови 0,1 км3 от вулканични депозити. Двата типа магма – порфирната базалтово-андезитна и изцяло андезитната се намират в различни парчета шлака и лапили.
По време на цялата му активност Агунг натрупва 0,4 км3 вулканичен материал. Парчета от течна и полуизстинала лава достигат на 14 километра северно от кратера и на 12 километра на юг и югоизток. Пирокластичните и лавови потоци нанасят значителни материални щети. Голямата част от тях са причинени от комбинацията от лахари и пирокластични потоци, които потичат по неравните склонове, наситени с дълги вдлъбнатини и хлътнатини.
При първия цикъл през март са убити 1700 души, от които 1500 загиват от огнените пирокластични потци на експлозията. Студените лахари, причинени от силни валежи непосредствено след изригването, разрушават много села и съоръжения на южния склон и убиват още около 200 души. Вторият цикъл през май убива още 200 души, които са били „хванати“ в забранената зона около вулкана.
При изригването от 1963 г. стратосферата е достигната от огромно количество серен диоксид, който реагира с водните пари и образува устойчиви капчици сярна киселина с дълъг живот. В резултат стратосферата акумулира около 10 милиона тона от тези капчици. Те могат да се запазят от месеци до години, което води до слабо понижение на глобалните атмосферни температури. В този случай температурният спад е около 0,1 – 0,4 °C по цялото земно кълбо.
Вулканът остава активен в продължение на една година – до януари 1964. Наблюдава се незначителна експлозивна активност и генериране на лахари от валежите.

## Активност през 2017
През септември 2017 г. започва засилена вулканична активност, изразена с поредица от земетресения с нарастваща сила, причинени от движещата се нагоре по тръбопровода магма. В горещите зони на кратера емисиите на фумаролите се усилват. На 26 септември, след земетресение от 4,2 степен по скалата на Рихтер, те се издигат вече на 500 м над кратера. На 29 септември поредното земетресение се усеща на 45 – 50 км от вулкана, включително в Денпасар, главния град на Бали и Кута, първия и най-голям курорт на острова. Новосъздадена фрактура на пода на кратера излъчва пара и газове. До 4 октомври сеизмичността продължава да се колебае на високи нива, а слабите емисии се издигат над кратерния ръб. През цялата седмица са регистрирани дневно над 700 сеизмични инцидента, най-силният от които е с магнитуд 4,3 по скалата на Рихтер.
Освен честите земетресения, вулканолозите отбелязват слабо издуване на върха и значителни промени в повърхността на кратера. Топлите места се разпространяват навсякъде, а пукнатините на върха продължават да излъчват бели облаци от пара, които се усилват с течение на времето. Обемът на активната магма на Ангун, която причинява земетресенията, е оценен на 15 милиона м3. Статистиката показва, че ако обемът на тази магма надхвърли 6 милиона м3, е възможно изригване.
Опасността от изригване е много висока и вулканолозите предполагат, че това ще стане в рамките на месец или до края на годината. Затова подслон във временни убежища са потърсили 141 213 души от 78 села. През периода на засилена активност са евакуирани 70 000 души от най-близките 28 села. Опасната зона около вулкана е разширена от 9 на 12 км.

## Митология
Вулканът Агунг се свещен в Индонезия. Името му на индонезийски е Гунунг Агунг и означава Великата планина. Според една хиндуистка легенда, когато населението на съседния остров Ява приело исляма, боговете се преместили на Бали. Издигнали високи върхове, в средата на които се извисява най-високият – Агунг, който е център на света.
В много от храмовете на Бали има олтари, посветени на Агунг. Най-свещеният и най-голям храмов комплекс от всички тях е Пура Бесаки. Намира се на югозападния склон на вулкана и е силно повреден при изригването от 1963 г. В него има три свещени отвора, единият от които се вярва, че е свързан с кратера на върха. Няколко дни преди изригването от 1963 г. през него започва да излиза дим.
- Дарове за боговете, поднесени на склона на вулкана (1957)
- Върхът на Агунг, издигащ се над облачната покривка (2005)
- Кратерът
- Молитвена церемония в храма Пура Бесаки (2009)

Агунгът е набор от два вертикално окачени гонга с широки рамки, използвани от хората на Магинданао, Маранао, Сама-Баджау и Таусуг от Филипините като поддържащ инструмент в ансамбли кулинтанг . 
Агунгът е набор от два вертикално окачени гонга с широки рамки, използвани от хората на Магинданао, Маранао, Сама-Баджау и Таусуг от Филипините като поддържащ инструмент в ансамбли кулинтанг . Агунгът също е повсеместен сред другите групи, открити в Палаван, Панай, Миндоро, Минданао, Сабах, Сулавеси, Саравак и Калимантан като неразделна част от оркестъра агунг . 